# Kaarlo Castrén
Kaarlo Castrén, född 28 februari 1860 i Turtola, död 19 november 1938, finländsk jurist, bankman och politiker (framstegspartist), Finlands regeringschef april-augusti 1919. Bror till Arthur Castrén.
Castrén tog en filosofie kandidatexamen 1883 och en juris utriusque kandidat-examen 1887 och blev därefter advokat 1888. Han drev dessutom från 1906 en omfattande bankverksamhet från 1906. Han satt med i direktionen för Nationalaktiebanken (Kansallisosakepankki) 1898–1904, 1916–1918 och 1919–1922 och var för övrigt styrelseledamot och intressent i en mängd statliga och privata företag av ekonomisk natur.
Som politiker tillhörde Castrén det passiva motståndet och de konstitutionella och var ledamot av borgarståndet i lantdagarna 1894 och 1905–1906. 1906 blev han senator och biträdande chef för civilexpeditionen samt chef för densamma 1908–1909. Han anslöt sig till Framstegspartiet, var finansminister i samlingspartisten Lauri Ingmans ministär 1918–1919 och blev därefter själv regeringschef. När den nya regeringsformen hade antagits 1919 och en president hade valts, avgick han och hans ministär för att en ny regering skulle kunna tillsättas enligt reglerna i den nya grundlagen.

## Utmärkelser
- Storkorset av Finlands Vita Ros’ orden,  16 maj 1919[3]

[Redigera Wikidata]